# 體育專業大學策略聯盟
體育專業大學策略聯盟是由台北市立大學、國立台灣體育運動大學、國立體育大學於2023年11月25日簽約締結聯盟，期許資源共享整合，在運動場上競爭，但對外比賽時皆是國家隊，一起為台灣繼續爭光。

## 聯盟成員
- 台北市立大學
- 國立台灣體育運動大學
- 國立體育大學

## 交流賽事
- 2024年1月26-27日女子排球聯盟交流賽[2]